# رایان آیت-نوری

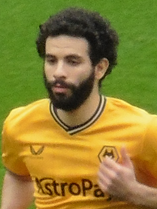
رایان آیت-نوری در سال ۲۰۲۱

رایان آیت-نوری انگلیسی: Rayan Aït-Nouri یا ریان آیت نوری عربی: رَيَّان آيَت نُورِيّ‎؛ (زادهٔ ۶ ژوئن ۲۰۰۱) بازیکن فوتبال اهل فرانسه است که در باشگاه فوتبال منچستر سیتی بازی می‌کند.
از باشگاه‌هایی که در آن بازی کرده است می‌توان به باشگاه فوتبال آنژه اشاره کرد.
وی همچنین در تیم‌های ملی فوتبال زیر ۱۸ سال فرانسه و زیر ۲۱ سال فرانسه بازی کرده است.